# Chester (Arkansas)
Chester est une municipalité du comté de Crawford, dans l’État de l’Arkansas aux États-Unis.

## Informations géographiques
Chester est située aux coordonnées 35°40′48″N 94°10′34″W (35.679917, -94.175992).
Selon le Bureau du recensement des États-Unis, la ville a une superficie totale de 1,3 km² (0,5 mi²), entièrement terrestre.

## Personnages notables
Le chanteur de musique country Royal Wade Kimes est originaire de Chester. 

## Démographie
| 1890 | 1900 | 1910 | 1920 | 1930 | 1940 | 1950 | 1960 |
| ---- | ---- | ---- | ---- | ---- | ---- | ---- | ---- |
| 222  | 174  | 162  | 223  | 196  | 207  | 120  | 99   |

| 1970 | 1980 | 1990 | 2000 | 2010 | - | - | - |
| ---- | ---- | ---- | ---- | ---- | - | - | - |
| 82   | 139  | 125  | 99   | 159  | - | - | - |